# Stanisław Kublin

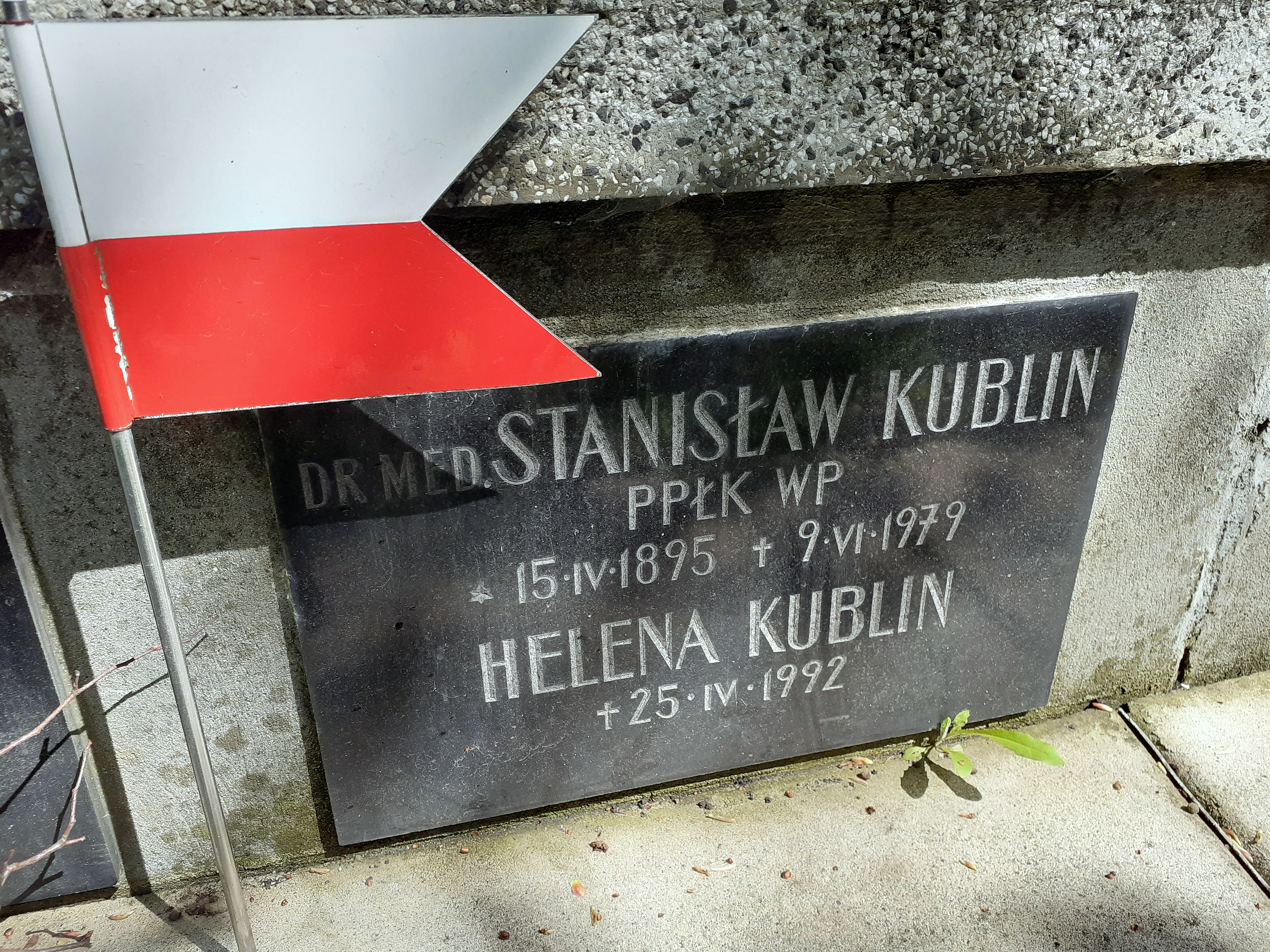
Tabliczka nagrobna Stanisława Kublina

Stanisław Leon Kublin, ps. „Krak” (ur. 15 kwietnia 1895 w Rzeszowie, zm. 9 czerwca 1979 tamże) – podpułkownik lekarz Wojska Polskiego i Armii Krajowej, działacz niepodległościowy, doktor wszech nauk medycznych.

## Życiorys
Urodził się w rodzinie Leona, nauczyciela, i Julii z Bednarskich. Był starszym bratem Kazimierza (1897–1918).
W 1913 złożył maturę w c. k. II Gimnazjum w Rzeszowie. W październiku tego roku rozpoczął studia na Wydziale Lekarskim Uniwersytecie Franciszkańskim we Lwowie. 
16 sierpnia 1914 wstąpił do Legionów Polskich. Został przydzielony do 16. kompanii IV batalionu 2 pułku piechoty. W jego szeregach walczył na froncie karpackim. W styczniu 1915 został wzięty do niewoli pod Zieloną, skąd najpewniej zbiegł.
Ukończył sześciomiesięczny Kurs Szefów Służby Zdrowia Wielkich Jednostek przy Wyższej Szkole Wojennej w Warszawie. Na stopień podpułkownika został awansowany ze starszeństwem z dniem 19 marca 1939 i 12. lokatą w korpusie oficerów zdrowia, grupa lekarzy. W tym samym czasie pełnił służbę w 52 pułku piechoty w Złoczowie na stanowisku starszego lekarza. W czasie kampanii wrześniowej walczył jako szef służby zdrowia 12 Dywizji Piechoty. W czasie okupacji był szefem sanitarnym Inspektoratu Rzeszów Armii Krajowej. W 1944 podczas akcji „Burza” organizował szpitale polowe. Za działalność konspiracyjną aresztowany i więziony przez NKWD i UB. 
Po wojnie pełnił funkcję naczelnego lekarza w Rzeszowie, a następnie dyrektora Wojewódzkiej Przychodni Specjalistycznej w Rzeszowie. Był wieloletnim nauczycielem w rzeszowskim Medycznym Studium Zawodowym. Zmarł 9 czerwca 1979 roku w Rzeszowie. Został pochowany na cmentarzu Pobitno w Rzeszowie.

## Ordery i odznaczenia
- Krzyż Niepodległości – 24 października 1931 „za pracę w dziele odzyskania niepodległości”[7][8][9][10]
- Krzyż Walecznych dwukrotnie
- Złoty Krzyż Zasługi z Mieczami[1]
- Medal Pamiątkowy za Wojnę 1918–1921[1]
- Medal Dziesięciolecia Odzyskanej Niepodległości[1]
- Odznaka Pamiątkowa Więźniów Ideowych[11]